# San Francisco de los Baños
San Francisco de los Baños, oficialmente San Francisco o Baños de Agua Caliente, es una localidad del estado mexicano de Guanajuato y es parte del municipio de Silao.

## Historia
La comunidad de San Francisco (Baños de Agua Caliente) tuvo su origen en la zona donde se localizan los manantiales de aguas termales, la población era menor y por lo tanto los habitantes vivían al costado del río denominado(la corriente).

## Localización y Demografía
La localidad de San Francisco (Baños de Agua Caliente) está situado en el Municipio de Silao (en el Estado de Guanajuato). Tiene 1782 habitantes. San Francisco (Baños de Agua Caliente) está a 1900 metros de altitud.
En la localidad hay 804 hombres y 978 mujeres. La relación mujeres/hombres es de 1.216. El ratio de fecundidad de la población femenina es de 2.57 hijos por mujer. El porcentaje de analfabetismo entre los adultos es del 7.18% (5.6% en los hombres y 8.49% en las mujeres) y el grado de escolaridad es de 5.66 (5.94 en hombres y 5.44 en mujeres).